# Lei de Ampère
No eletromagnetismo clássico, a lei de Ampère permite calcular o campo magnético {\displaystyle } a partir de uma distribuição de densidade de corrente elétrica {\displaystyle \mathbf {J} } ou de uma corrente elétrica {\displaystyle I}, ambas estacionárias (independentes do tempo). A partir da Lei de Biot-Savart é possível calcular o campo magnético associado a uma distribuição estacionária de corrente somando-se as contribuições ao campo de todos os elementos infinitesimais de corrente ao longo do circuito em questão. No caso de uma distribuição complicada de correntes o cálculo pode ser bastante trabalhoso e, em muitos casos, exigir o uso de um computador. Entretanto, se a distribuição possui algum tipo de simetria podemos usar a Lei de Ampère para determinar o campo magnético total, o que facilita consideravelmente os cálculos. O nome da lei é um reconhecimento ao físico francês André-Marie Ampère que a descobriu em 1826.

## Motivação histórica

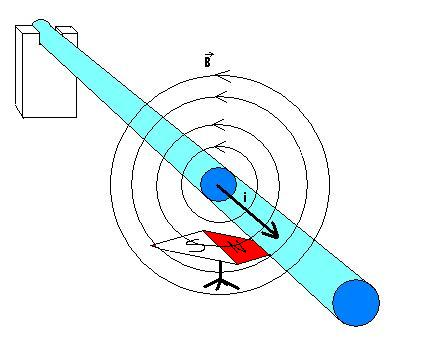
Experimento de Oersted

Em 1819, o físico Dinamarquês Hans Christian Oersted, estudando a ação de uma corrente elétrica sobre um imã, colocou uma bússola (agulha imantada) perpendicular ao fio retilíneo por onde passava corrente, não observando qualquer efeito. Todavia, descobriu que quando colocada paralelamente ao fio a bússola sofria uma deflexão, acabando por orientar-se perpendicularmente a ela.
Por conseguinte, uma corrente produz um campo magnético. Os resultados de Oersted foram usados pelo jovem físico André Marie Ampère para formular a Lei de Ampère. No caso de um fio retilíneo muito longo transportando corrente, as linhas de campo magnético são círculos em planos perpendiculares ao fio, e a orientação de tais linhas pode ser obtida por meio da regra da mão direita.

## Determinação do campoHe do campo magnéticoB

Uma corrente elétrica provoca um campo magnético

Analogamente ao caso de um sistema elétrico com elevado grau de liberdade em que a utilização da Lei de Gauss simplifica enormemente a determinação do campo elétrico, a lei de Ampère pode ser usada para determinar {\displaystyle \mathbf {H} } e {\displaystyle \mathbf {B} } num sistema de correntes estacionárias com alguma simetria. Uma vez que {\displaystyle \mathbf {\nabla } \cdot \mathbf {B} =0}, as linhas de força magnéticas são necessariamente fechadas (não existem monopólos magnéticos). Um exemplo são as linhas de forças circulares ao redor do fio retilíneo por onde passa uma corrente elétrica. A formula integral da lei Ampère diz que a circulação de {\displaystyle \mathbf {H} } ao longo de uma linha fechada C é proporcional à intensidade de corrente {\displaystyle I} que atravessa perpendicularmente a curva C (integral da densidade de corrente elétrica {\displaystyle \mathbf {J} } na superfície S que assenta na linha fechada C). É importante destacar que isso só válido para correntes estacionárias. A lei de Ampère na forma integral pode ser escrita como:
onde {\displaystyle \mu } é a permeabilidade magnética do meio, com um valor no Sistema Internacional de Unidades (SI):
Num meio homogéneo de permeabilidade magnética {\displaystyle \mu }, esta lei pode ser simplificada na seguinte expressão, tendo em consideração a relação entre o campo de indução magnética {\displaystyle \mathbf {B} } e a intensidade de campo magnético {\displaystyle \mathbf {H} }:
onde {\displaystyle S} é qualquer superfície cuja curva suporte seja C.
Note-se que a expressão integral da lei de Ampère provêm da aplicação do Teorema de Stokes à lei de Maxwell que relaciona {\displaystyle \mathbf {H} } com {\displaystyle \mathbf {J} } ({\displaystyle \mathbf {\nabla } \times \mathbf {H} =\mathbf {J} }).

## Aplicações
Quando a simetria do problema permite, é possível extrair o campo magnético {\displaystyle \mathbf {B} } para fora da integral de linha {\displaystyle \oint \mathbf {B} \cdot d\mathbf {l} }, permitindo sua determinação via Lei de Ampère. Nas circunstâncias em que ela funciona, é de longe o método mais rápido; caso contrário, deve-se recorrer à Lei de Biot-Savart. As configurações de corrente nas quais a Lei de Ampère pode ser aplicada são:
- Linhas retas infinitas;
- Planos infinitos;
- Solenoides infinitos;
- Toroides.

Abaixo seguem alguns exemplos citados acima.

### Campo gerado por um cilindro condutor de raio R
Temos uma distribuição de corrente com simetria cilíndrica. No caso de um condutor longo, retilíneo e delgado que transporta corrente elétrica {\displaystyle I}, as linhas de campo magnético devem ser círculos concêntricos com o eixo do condutor. O módulo de B em todos os pontos do percurso de integração é tangencial à circunferência, portanto a integral de linha terá valor {\displaystyle B(2\pi r)} onde {\displaystyle r} é o raio de uma circunferência imaginária. Considere {\displaystyle r<R}, de forma que densidade de corrente é {\displaystyle J={\frac {I}{\pi R^{2}}}} e {\displaystyle I_{e}=J(\pi r^{2})=I{\frac {r^{2}}{R^{2}}}}. De acordo com a Lei de Ampère:

{\displaystyle B(2\pi r)=\mu _{0}I{\frac {r^{2}}{R^{2}}}}
Logo, para {\displaystyle r<R} e usando coordenadas cilíndricas
{\displaystyle \mathbf {B} =\mu _{0}{\frac {I}{2\pi }}{\frac {r}{R^{2}}}{\hat {\boldsymbol {\phi }}}}
Já para {\displaystyle r>R}, temos o valor da corrente encerreda como o valor da corrente elétrica total {\displaystyle I_{e}=I}, de forma que:
{\displaystyle \mathbf {B} =\mu _{0}{\frac {I}{2\pi r}}{\hat {\boldsymbol {\phi }}}}

### Campo de um solenoide infinito

Esta figura ilustra o comportamento das linhas de campo magnético de um solenóide

Um solenoide é constituído por um enrolamento helicoidal de fio sobre um núcleo, geralmente com uma seção reta circular. É possível ter centenas ou milhares de espiras enroladas de forma compacta, de modo que cada espira se comporta como uma espira circular. As linhas de campo próximas do centro do solenoide são aproximadamente paralelas, indicando um campo magnético quase constante. Já na região externa ao solenoide, as linhas de campo são mais espaçadas, gerando um campo magnético mais fraco. O solenoide conduz uma corrente {\displaystyle I} e possui {\displaystyle n} espiras por unidade de comprimento. No caso de um solenóide infinito ou muito longo, o campo pode ser tomado como nulo fora do solenóide e uniforme na região interior.
Usando a Lei de Ampère temos:
{\displaystyle \oint \mathbf {B} \cdot d\mathbf {l} =\int _{a}^{b}\mathbf {B} \cdot d\mathbf {l} =BL}
onde {\displaystyle L} é o comprimento do solenoide. O número de espiras para um dado comprimento {\displaystyle L} é {\displaystyle nL}. Portanto, temos a corrente total da seguinte maneira: {\displaystyle I_{e}=nLI} e o valor do campo fica:
{\displaystyle \mathbf {B} =\mu _{0}nI{\hat {\mathbf {z} }}}
onde tomou-se o eixo {\displaystyle z} como paralelo ao eixo do cilindro.

### Campo de um solenoide toroidal

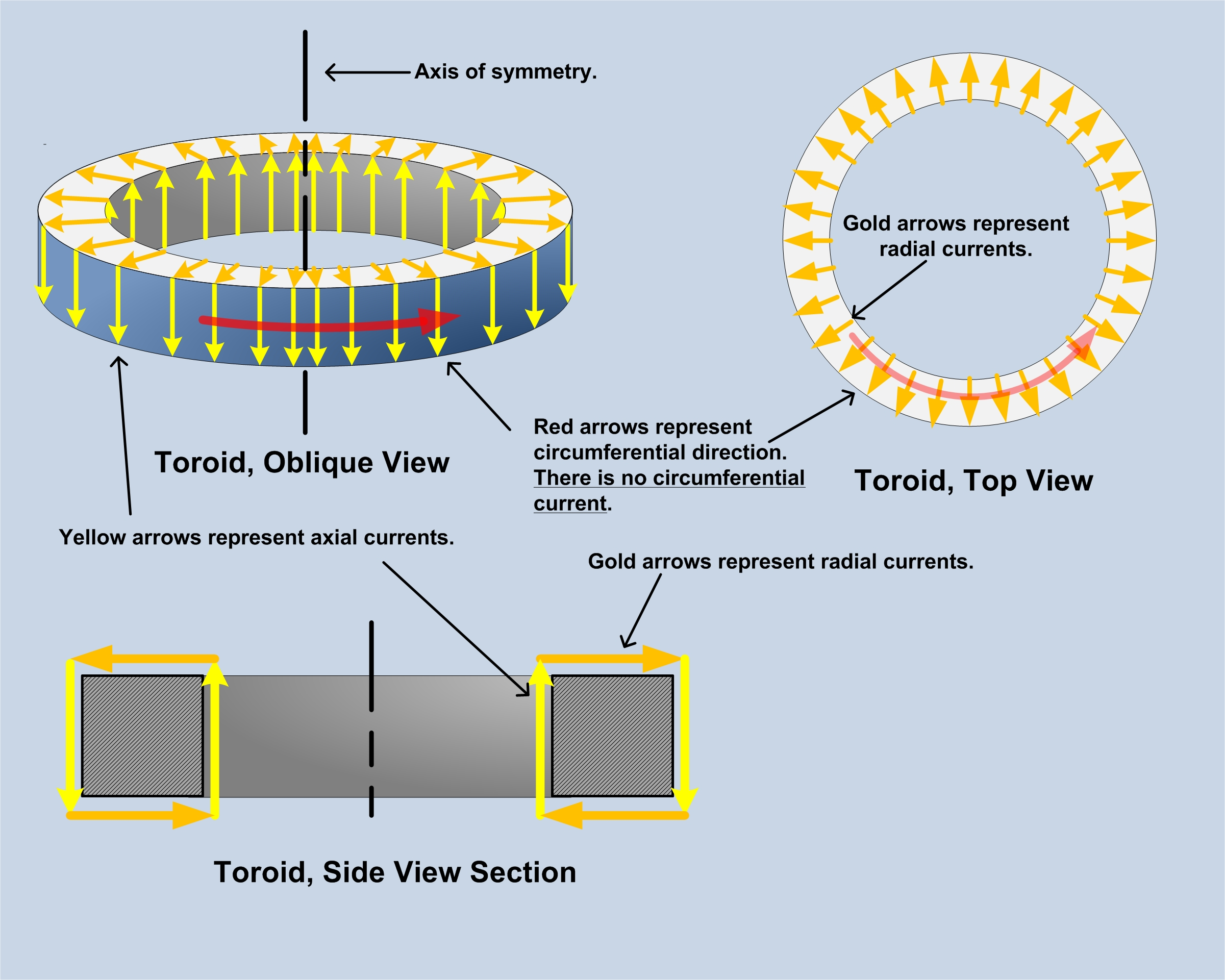
Ilustração de um toróide de seção retangular

Um solenoide toroidal ou toroide é um solenoide que conduz uma corrente {\displaystyle I} através de um enrolamento com {\displaystyle N} espiras em torno de um núcleo em forma de rosca. Com uma aproximação idealizada, a simetria circular da configuração nos leva a concluir que as linhas de campo magnético são circunferências concêntricas com o eixo do toroide. Esta argumentação é válida porque consideramos o fluxo da corrente através da periferia do toroide desprezível. O campo magnético de um toroide está inteiramente confinado ao espaço no interior das espiras (o campo é zero fora do toroide).
Considere que o campo magnético seja tangente à circunferência e que a integral {\displaystyle \oint \mathbf {B} \cdot d\mathbf {l} =B(2\pi r)}. A corrente total que passa no interior delimitado pelo percurso é {\displaystyle I_{e}=NI}, onde {\displaystyle N} é o número total de espiras do toroide. Então, de acordo com a Lei de Ampère temos:
{\displaystyle B(2\pi r)=\mu _{0}NI}
de forma que em coordenadas cilíndricas tem-se
{\displaystyle \mathbf {B} ={\frac {\mu _{0}NI}{2\pi r}}{\hat {\boldsymbol {\phi }}}} ,
onde tomou-se como eixo z o eixo de simetria do toróide.